# Viliami Ma'asi
Pas d'image ? Cliquez ici

a Compétitions nationales et continentales officielles uniquement.

b Matchs officiels uniquement.
Dernière mise à jour le 2 avril 2021.
Viliami Ma'asi, né le 31 juillet 1975 à Tofoa (Tonga), est un joueur  international tongien de rugby à XV jouant au poste de talonneur. 
Il effectue l'intégralité de sa carrière professionnelle en Angleterre, et termine sa carrière en National League One (3e division) avec le club d'Ampthill.

## Biographie

### Carrière de joueur

#### En club
Viliami Ma'asi commence sa carrière professionnelle en 2001 lorsqu'il rejoint le club de Penzance and Newlyn RFC (connu sous le nom de Cornish Pirates depuis 2005) jouant en National League 3 (cinquième division anglaise). Il joue pendant six saisons avec cette équipe, qu'il aide à faire progresser jusqu'à la National League One (troisième division) en 2007,.
Il rejoint le club de Leeds Carnegie en 2007, alors que le club évolue en Premiership. Il joue cependant qu'une saison en première division, avant que le club ne soit relégué en Championship pour la saison 2008-2009. Après une saison en deuxième division, son club fait son retour immédiat en Premiership en 2009.  
Après trois saisons à Leeds, il rejoint en 2010 les London Welsh en seconde division. Il joue deux saisons avec cette équipe, remportant le championnat lors de sa dernière saison.
Non conservé aux London Welsh, et âgé de 37 ans, il rejoint alors le club d'Ampthill évoluant en cinquième division régionale, et qui est entraînée par l'ancien international gallois Paul Turner (en). Il devient rapidement le capitaine de cette équipe, qui accède à la National League 2 en 2013, puis à la National League One en 2015. Il est contraint de prendre sa retraite de joueur à cause d'une blessure, en décembre 2016 à l'âge de 41 ans. Pendant et après son passage à Ampthill, il contribue à la venue de nombreux anciens internationaux tongiens comme Maama Molitika, Paino Hehea, Aleki Lutui et Soane Tonga'uiha.

#### En équipe nationale
Viliami Ma'asi a connu sa première sélection avec l'équipe des Tonga le 16 novembre 1997 contre l'équipe du pays de Galles.
Il est retenu pour participer à la Coupe du monde 2003 en Australie. Se partageant le poste de talonneur avec Ephraim Taukafa, il joue quatre rencontres lors de la compétition, dont deux titularisations.
Il joue son dernier match avec les Tonga le 27 juin 2009 contre l'équipe du Japon.

### Carrière d'entraîneur
Après l'arrêt de sa carrière de joueur, Viliami Ma'asi devient l'entraîneur du club de Peterborough Lions (en), évoluant en National League Two (4e division anglaise).

## Vie privée
Viliami Ma'asi est le père de trois garçons — Suva, Samson et Ricky — qui sont tous des joueurs de rugby.
En 2019, Viliami fait le don d'un de ses reins à son fils Samson, touché par une insuffisance rénale, lui permettant ainsi de poursuivre sa carrière professionnelle entamée avec le club de Northampton et la sélection anglaise des moins de 20 ans.

## Statistiques en équipe nationale
- 32 sélections
- 15 points, soit 3 essais
- Sélections par année : 1 en 1997, 4 en 2000, 5 en 2001, 4 en 2002, 8 en 2003, 4 en 2005, 3 en 2008 et 3 en 2009.

En Coupe du monde :
- 2003 : 4 sélections, 2 comme titulaire (Italie, pays de Galles, Nouvelle-Zélande et Canada)

## Palmarès
- Vainqueur du Championship en 2009 avec Leeds Carnegie et en 2012 avec les London Welsh
- Vainqueur du National League 2 en 2003 avec Penzance and Newlyn RFC
- Vainqueur du National League 3 South en 2002 avec Penzance and Newlyn RFC
- Vainqueur du National League 3 Midlands en 2013 avec Ampthill